# Суперкубок Бахрейну з футболу 2006
Суперкубок Бахрейну з футболу 2006  — 1-й розіграш турніру. Матч відбувся 3 жовтня 2006 року між чемпіоном Бахрейну клубом Аль-Мухаррак та володарем кубка Короля Бахрейну клубом Аль-Наджма.
| Володар Суперкубка Бахрейну 2006 |
| -------------------------------- |
|                                  |
| Аль-Мухаррак Перший титул        |

## Матч

### Деталі
| 3 жовтня 2006 |

| Аль-Мухаррак                | 3:2 | Аль-Наджма          |
| --------------------------- | --- | ------------------- |
| Аль-Дакел 63', 81' Ріко 77' |     | 13' Джамал 60' Амін |

|  |